# Børge Bach
Børge Bach (20. januar 1945 – 7. juni 2016) var en dansk fodboldspiller, der spillede for AaB og Danmarks fodboldlandshold som midtbane.
Efter sin aktive fodboldkarriere var han bl.a. administerende direktør i AaB og direktør for Royal League.